# کاشی‌بر
|  |  |  |
|  |  |  |

کاشی‌بر نوعی ابزار برقی است به همراه یک تیغه مدور که به منظور برش کاشی‌های سرامیکی و با هدف دستیابی به اندازه‌ها و شکل‌های مختلف سنگ و کاشی استفاده می‌گردد. کاشی‌بر در دو نوع دستی و ثابت موجود است.

## نگارخانه

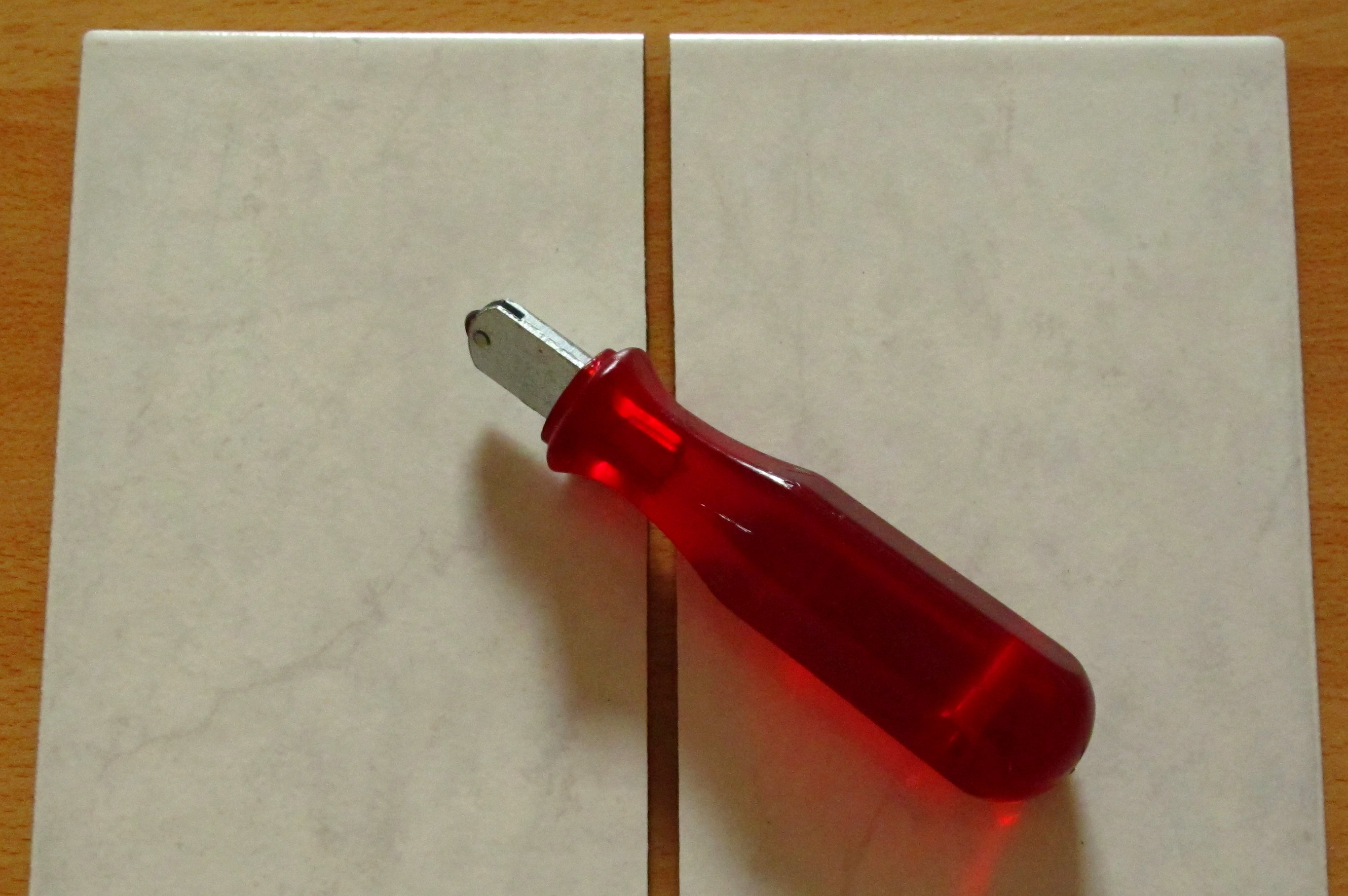
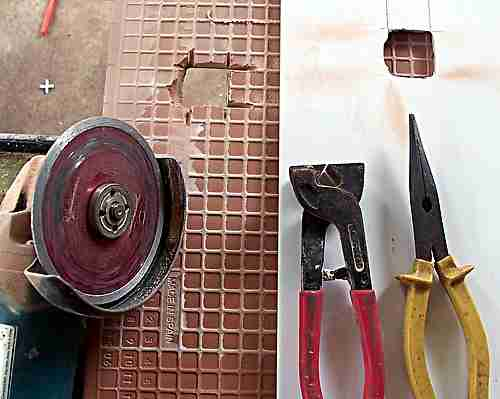